# Kultura gleby
Kultura gleby – stan gleby, który umożliwia łatwe i szybkie doprowadzenie roli do stanu sprawności, utrzymującego się przez dłuższy czas. Nie jest to cecha naturalna, lecz nadana przez człowieka poprzez wieloletnią celową i zaplanowaną działalność. Uzyskaniu kultury gleby sprzyja: racjonalna uprawa roli, stosowanie przyrodniczo poprawnego płodozmianu, uprawa wieloletnich roślin bobowatych, nawożenie organiczne, polowe zagospodarowanie resztek pożniwnych i plonów ubocznych przedplonu, regulowanie populacji agrofagów oraz utrzymywanie odpowiedniego odczynu gleby. Niewłaściwe zabiegi agrotechniczne powodują z czasem stopniową utratę kultury gleby, która jest niezbędnym warunkiem wzrostu jej żyzności.